# 李佺臺
李佺臺（1580年—1645年），字仲方，福建泉州府南安縣人，明朝、南明政治人物。

## 生平
萬曆三十四年（1606年）中福建乡试第三名舉人，次年（1607年）聯捷進士，獲授直隸鎮江教授，遷國子助教，戶部主事、員外郎、郎中，外任廣東南韶參議，平定銅鼓嶂和九連山的流寇；再轉雲南按察使，平反普名聲羅織的冤獄。後來，他調任荊西參政，制定長江賦稅，陞為湖廣右布政使，改官金衢參政，在當地修建江山橋，饑荒時賑災，人民存活；再陞任進浙江左布政使和南京光祿卿。
隆武帝繼位，依然讓他擔任光祿卿，不久請求退休去世。

## 家族
曾祖李濬。祖父李楠，监生。父李應先，知州。母鄭氏，継母王氏。具庆下。弟佺堯。